# متلازمة عنقية قحفية
متلازمة عنقية قحفية هي مجموعة من الأعراض التي تنتج عن تشوه في الرقبة. تشمل الأعراض غالبًا الدوار والصداع المزمن وطنين الأذن وآلام الوجه وآلام الأذن وعسر البلع وألم الشريان السباتي. عادة ما يحدث بسبب داء الفقار، وهو تفسخ العمود الفقري.

## مسببات الأعراض
في حالة المتلازمة العنقية القحفية، تتسبب الأربطة الضعيفة أو المصابة في الرقبة في جعل الفقرات غير متوازنة أو غير مستقرة. وهذا بدوره يضغط على الخلايا العصبية التي تقع مباشرة أمام عظام الرقبة. والنتيجة هي أعراض واسعة النطاق مرتبطة بالحالة. تنشأ المتلازمة أحيانًا من إصابة مفاجئة في الرقبة، مثل ما قد يحدث في حادث سيارة أو إنزلاق. في حالات أخرى، تتطور مع مرور الوقت نتيجة لقضاء الكثير من بشكل منحني في العمل أو نتيجة التهاب المفاصل. في بعض الأحيان يمكن أن يكون السبب خُلقيًا، مما يعني أن الشخص مولود به.

## العلاج
لدى الممارسين الصحيين العديد من الخيارات لتخفيف أعراض المتلازمة وتشمل:
- مسكنات الألم التي لا تستلزم وصفة طبية ، مثل الباراسيتامول أو الأسبرين أو الأيبوبروفين.
- أشباه أفيونيات
- تقويم العمود الفقري مثل المعالجة اليدوية.
- دعامات الرقبة للمساعدة على إبقاء الرقبة في وضع ثابت.
- حقن إحصار العصب.
- العلاج الطبيعي.
- الجراحة.